# ديف كلاين (موسيقي)
ديف كلاين (بالإنجليزية: Dave Klein)‏ هو موسيقي أمريكي، ولد في 31 مايو 1979.

## وصلات خارجية
- الموقع الرسمي